# Buenaventura (Kolumbia)
Buenaventura nagyváros Kolumbia nyugati részén, a Csendes-óceán partján. Az Andok lábánál fekszik, Calitól kb. 120 km-re északnyugatra. Lakossága 374 ezer, az agglomerációé 407 ezer fő 2016-ban.
Az ország legfontosabb csendes-óceáni kikötője. Az Andokban termelt kávé fő kiviteli kikötője.

## Demográfia
A város etnikai megoszlása:
- Afro-kolumbiai 88,5%
- Fehér és mesztic 10,6%
- Indián 0,9%

## Nevezetes szülöttei
- Yuri Buenaventura, zenész
- Edison Miranda, bokszoló
- Freddy Rincón, focista, edző
- Adolfo Valencia, focista
- Arbey Mosquera Mina, focista

## Fordítás
- Ez a szócikk részben vagy egészben  a   Buenaventura_(Valle_del_Cauca) című német Wikipédia-szócikk fordításán alapul.  Az eredeti cikk szerkesztőit annak laptörténete sorolja fel. Ez a jelzés csupán a megfogalmazás eredetét és a szerzői jogokat jelzi, nem szolgál a cikkben szereplő információk forrásmegjelöléseként.